# Hand of God (Fernsehserie)
Hand of God ist eine US-amerikanische Fernsehserie mit Ron Perlman in der Hauptrolle. Sie wurde seit 2014 von Universal Television und Alcon Television Group für Amazon produziert und über dessen Streaming-Angebot Amazon Instant Video veröffentlicht. Die Pilotfolge konnte ab dem 28. August 2014 gestreamt werden. Die Abonnenten durften dann ihre Meinungen über diese äußern und abstimmen, bevor Amazon Studios entschied, eine Bestellung für weitere Episoden aufzugeben. Die komplette erste Staffel ist seit dem 4. September 2015 weltweit verfügbar. Eine deutschsprachige Version wurde am 2. Oktober 2015 veröffentlicht. Im Dezember 2015 wurde die Serie für eine zweite Staffel verlängert, welche im Jahr 2016 anlaufen sollte, endgültig aber erst Anfang 2017 zur Verfügung stand. Im September 2016 gab Amazon bekannt, dass die Serie mit der zweiten Staffel enden wird.

## Handlung
Die Serie handelt von dem korrupten Richter Pernell Harris, der sich in einer schweren Lebenskrise befindet, weil sich sein Sohn PJ (Pernell Jr.) in den Kopf geschossen hat und im Koma liegt. PJs Ehefrau, also Harris’ Schwiegertochter, wurde davor bei einem Raubüberfall vergewaltigt. Daraufhin findet Harris zu Gott, denn, so glaubt er, wenn er die Verantwortlichen für die Straftat findet, würde PJ – dem von den Ärzten nur geringe Chancen eingeräumt werden – wieder aufwachen. Auf seinem Rachefeldzug erleidet Harris immer wieder Halluzinationen, in denen seiner Meinung nach PJ zu ihm spricht und ihm Hinweise gibt.
Die erste Staffel endet mit dem Tod der Urheberin des Raubüberfalls und dem Abschalten der lebenserhaltenden Maßnahmen PJs, welcher daraufhin erwacht, allerdings wird im Off anschließend ein Herzstillstand angedeutet.

## Besetzung
Die deutsche Synchronisation der Serie übernahm die FFS Film- & Fernseh-Synchron GmbH, München unter Dialogbuch von Michael Nowka und Dialogregie von Jan Odle.
| Schauspieler         | Charakter               | Synchronsprecher       | Beschreibung                                                                            |
| -------------------- | ----------------------- | ---------------------- | --------------------------------------------------------------------------------------- |
| Ron Perlman          | Pernell Harris          | Tilo Schmitz           | ein Richter                                                                             |
| Dana Delany          | Crystal Harris          | Gundi Eberhard         | Pernell Harris Ehefrau                                                                  |
| Andre Royo           | Robert „Bobo“ Boston    | Martin Halm            | der Bürgermeister der Stadt                                                             |
| Garret Dillahunt     | KD                      | Jan Odle               | ein religiöser Fanatiker                                                                |
| Alona Tal            | Jocelyn Harris          | Katharina Schwarzmaier | PJ Harris’ Ehefrau, Pernell Harris’ Schwiegertochter                                    |
| Julian Morris        | Paul Curtis             | Nils Dienemann         | ein Prediger                                                                            |
| Emayatzy Corinealdi  | Tessie Graham           | Solveig Duda           | Pernell Harris’ Geliebte                                                                |
| Johnny Ferro         | PJ Harris (Pernell Jr.) |                        | der Sohn von Pernell und Crystal Harris, der nach einem Selbstmordversuch im Koma liegt |
| Elizabeth McLaughlin | Alicia Hopkins          | Jacqueline Belle       | Assistentin des Predigers Paul Curtis                                                   |

## Kritiken
Die Kritiken zur Serie fielen sehr unterschiedlich aus. Während das Echo in den USA überwiegend negativ ausfiel, äußerten sich deutsche Kritiken positiver.
Anna Meinecke von n-tv schrieb beispielsweise „Manchmal ist ‚Hand of God‘ für Dramaserien-Erprobte ein bisschen zu simpel – wenn Harris’ korrupte Seite zum Beispiel mit einer Prostituierten und einem schwammigen Grundstücksdeal offengelegt wird. Manchmal ist das Format auch unsensibel: Jocelyns Vergewaltigung scheint die Männer in ihrem Leben – Ehemann und Schwiegervater – übel mitzunehmen, sie selbst darf sich nicht großartig positionieren. Trotz der kleinen Fehler weiß ‚Hand of God‘ jedoch auf jeden Fall zu fesseln. Es ist leichter, der Serie zu folgen, als man bei ihrer Thematik denken mag. Das ist vor allem den großartigen Schauspielern geschuldet. Und in puncto Spannungsbogen schadet es sicher nicht, dass die Show als ganze und nicht nur episodenweise verfügbar ist.“
Joachim Huber von „Der Tagesspiegel“ äußerte sich folgend: „Die Serie ist ein Kriminalfall, mehr noch ein Psychothriller. Den Plot hat es so oder so ähnlich schon gegeben, klar, was die Serie aus den Amazon-Studios allerdings heraushebt, das ist die zweite Ebene. Die Geschichte hinter der Story: Fanatismus, hier religiös fundamentiert, als Treibmittel, als Instrument, als Waffe. Gott liefert die Argumente, umgekehrt: Gott ist die Ausrede.“